# Ligne de tramway 3 (SNCV Groupe d'Itegem)
Pour les articles homonymes, voir Ligne 3.
La ligne 3 est une ancienne ligne de tramway du Groupe d'Itegem de la Société nationale des chemins de fer vicinaux (SNCV) qui a fonctionné entre le 1er novembre 1932 et le 21 décembre 1952.

## Histoire
La ligne est mise en service le 1er novembre 1932 en traction électrique entre la gare et la Kerkhoflei à Malines (nouvelle section Malines Grand-Place - Kerkhoflei, capital 184).
Le 21 avril 1933, elle est prolongée de la Kerkhoflei à Elzestraat (nl) où elle a son terminus devant l'église Saint-Augustin (nl) (nouvelle section, capital 184),.
Le 21 avril 1935, elle est déviée entre la gare et la Grand-Place par une nouvelle section passant par la rue Léopold, l'avenue Van Beneden, la porte de Bruxelles, la Hoogstraat, le Korenmarkt, la Guldenstraat le Grootbrug et l'IJzerenleen (capital 184),. 
Elle est supprimée le 21 décembre 1952 et remplacée le lendemain par une ligne d'autobus sous le même indice, le service de renfort 3/ est également remplacé par la nouvelle ligne de bus en boucle 1/4.
Le 15 mars 1953 une extension vers Muizen est mise en service, à cette date ou peu après la ligne circule sous l'indice 3 dans le sens Muizen - Elzestraat (nl) et 5 dans le sens inverse,.

## Exploitation

### Horaires
Tableaux :
- 282 en 1934, numéro partagé avec les lignes 1 Malines Station-État - Stade Racing et 2 Malines Station-État - Pasbrug[6] ;
- 596 en 1950, numéro partagé avec les lignes 1 et 2[7].